# Вагранка
Вагра́нка (від назви місцевості Ваграйн в Австрії) — піч шахтного типу. Циліндричний корпус її футерований вогнетривкою цеглою. Повітря для горіння подається через фурми, що розташовані в один або декілька рядів. Завантаження вагранки шихтовими матеріалами (чушковий чавун, скрап, феросплави, флюс, паливо) здійснюється через колошниковий отвір. Розплавлений чавун стікає на під вагранки, а потім у збиральник, звідки його випускають через льотку в ківш. Шлак, що також надходить у збиральник і знаходиться над чавуном, випускають через іншу льотку, яка розташована вище чавунної.